# Der zweifelhafte Monsieur Owen
Der zweifelhafte Monsieur Owen (Originaltitel: L’Improbable Monsieur Owen) ist eine Erzählung von Georges Simenon, in der Kommissar Maigret während seines Urlaubs am Mittelmeer ermittelt. Maigret ist zu dem Zeitpunkt bereits pensioniert und hält sich auf Einladung seines Freundes Louis in einem Luxushotel auf. Gegen seinen Willen wird er in die Aufklärung eines Mordes verwickelt und enthüllt die fiktive Identität von Herrn Owen.
Das zur Reihe der Maigret-Romane und -Erzählungen gehörende Werk entstand im Winter 1937/38 in Porquerolles und erschien 1967 in der Neuausgabe des Erzählbandes Les nouvelles enquêtes de Maigret im Verlag Rencontres. In deutscher Übersetzung erschien die Erzählung erstmals in der Übersetzung von Ingrid Altrichter 1989 bei Diogenes in dem Band Maigret und der hartnäckigste Gast der Welt. L'improbable Monsieur Owen gehört mit Liberty Bar (1932) und Mon ami Maigret (1949) zu den Maigret-Erzählungen und Romanen, die am Mittelmeer spielen.

## Handlung

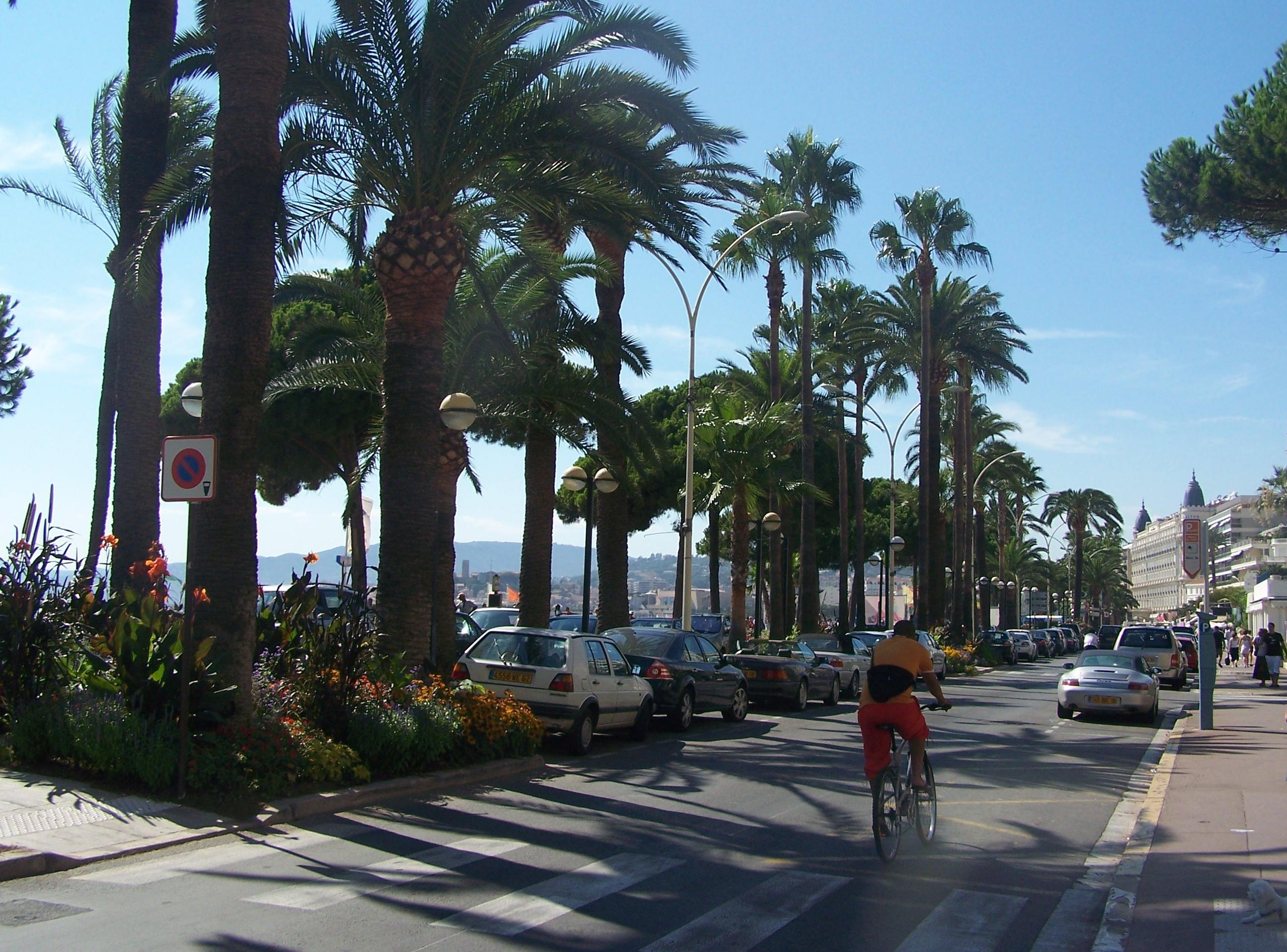
Die Croisette in Cannes

Der inzwischen pensionierte Kommissar Maigret verbringt seine Ferien an der Côte d’Azur im Excelsior, einem Luxushotel an der Croisette in Cannes, während seine Frau bei einer im Sterben liegenden Tante in der Bretagne weilt. Der Hotelportier Monsieur Louis ist ein alter Bekannter des Kommissars aus Paris. Louis informiert nun den Urlauber regelmäßig über ein Verbrechen, das sich im Hotel ereignet hat. Mit dem Hinweis, Insiderwissen zu haben, will er den zögernden Maigret dazu bringen, sich näher mit dem mysteriösen Fall zu beschäftigen. Ein gewisser Monsieur Owen sei verschwunden; in seiner Badewanne in Zimmer 412 wurde ein unbekannter Toter gefunden, bei dem Morphiumsucht festgestellt wurde. Owens Begleiterin, eine hübsche Krankenschwester namens Germaine Devon, wurde in Nizza aufgegriffen, als sie einen Brief mit einem unbeschrifteten Blatt übergeben wollte. Von Louis erfährt Maigret, dass Germaines erster Chef, ein Schwede namens Owen, bereits vor zehn Jahren verstorben war und ein Pole, ein gewisser Mr Saft, das Hotel am Morgen verlassen hat. Inzwischen hielt sich Mme Germaine wieder in dem fraglichen Zimmer auf, blieb aber unter Polizeibeobachtung. In der Toilette des Hotelzimmers wurde ein Kippfenster aufgeschnitten, das zu einer Feuertreppe führt. Auch eine leere Whiskeyflasche wurde gefunden, obwohl sonst nur Mineralwasser bestellt wurde.
Am Abend ruft Maigret bei Germaine an Maigret und teilt ihr mit, sie könne die Whiskeyflasche wieder zurückhaben, daran müsste sie doch ein Interesse haben. Anschließend bittet er den Portier, die aus Zimmer 413 herausgehenden Telefongespräche mithören zu lassen. Inzwischen ließ sich Germaine mit einem Hotel in Genf verbinden. Da das Gespräch in einer osteuropäischen Sprache geführt wurde, konnte Maigret nur so viel verstehen, dass ein Mister Smith Germaine Vorwürfe machte. Nachdem sich Maigret eine leere Whiskeyflasche hat bringen lassen, kommt Germaine in Maigrets Zimmer und vermutet, er sei ein Erpresser. Germaine durchschaut jedoch bald, dass der Kommissar nicht auf ihr Geld aus ist. Das Gespräch wird immer mehr zu einem Verhör; Maigret nimmt an, dass Germaine einen morphiumsüchtigen Freund hatte und dadurch in die Abhängigkeit eines Russen namens Saft oder Smith geriet. So kam es, dass der junge Freund die Rolle eines wohlhabenden Schweden im mittleren Alter spielen sollte. Dieser durchschaute aber irgendwann das Spiel und drohte damit, zur Polizei zu gehen.  
Maigret hält Germaine nun vor, mit der herausgetrennten Scheibe und dem Whiskey zu durchsichtige Spuren gelegt haben. Die Geschichte mit Mr Owen habe sie sich nur ausgedacht. Getötet habe sie ihren süchtigen Liebhaber dann aber nicht als Mr Owen, sondern in seiner wahren Gestalt, und anschließend als das Verbrechen eines gewissen Monsieur Owen vorgetäuscht.

## Wirkung
Der belgische Schriftsteller Thomas Owen (eigentlich Gérald Bertot, 1910–2002) wählte sein  Pseudonym in Bezug aus Simenons Figur.

## Ausgaben
Die Erzählung wurde erstmals am 15. Luli 1938 in der Zeitschrift Police-Film/Police-Roman, (première série n° 12) veröffentlicht.
Die Buchausgabe erfolgte erst 1967 in der Neuauflage des Erzählungen-Bandes Les nouvelles enquêtes du commissaire Maigret. Enthalten ist die Erzählung in den Werkausgaben Tout Simenon (Paris, Presses de la Cité, 1988–1993) in Band 25 und in Tout Simenon (Paris, Omnibus, 2002–2004) ebenfalls in Band 25. In deutscher Übersetzung liegt sie in dem bei Diogenes 2009 erschienenen Sammelband Sämtliche Maigret-Geschichten (ISBN 978-3-257-06682-1) vor.

## Adaptionen
- Folge 27 der Fernsehserie Maigret: Maigret et l'Improbable Monsieur Owen, Regie: Pierre Koralnik, mit Bruno Cremer als Maigret und Bernard Haller als Monsieur Louis, Ausstrahlung 1997